# ۱۶۰ (میلادی)
۱۶۰ (میلادی) صد و شصتمین سال تقویم میلادی است.

## درگذشتگان
‎